# École Godounov

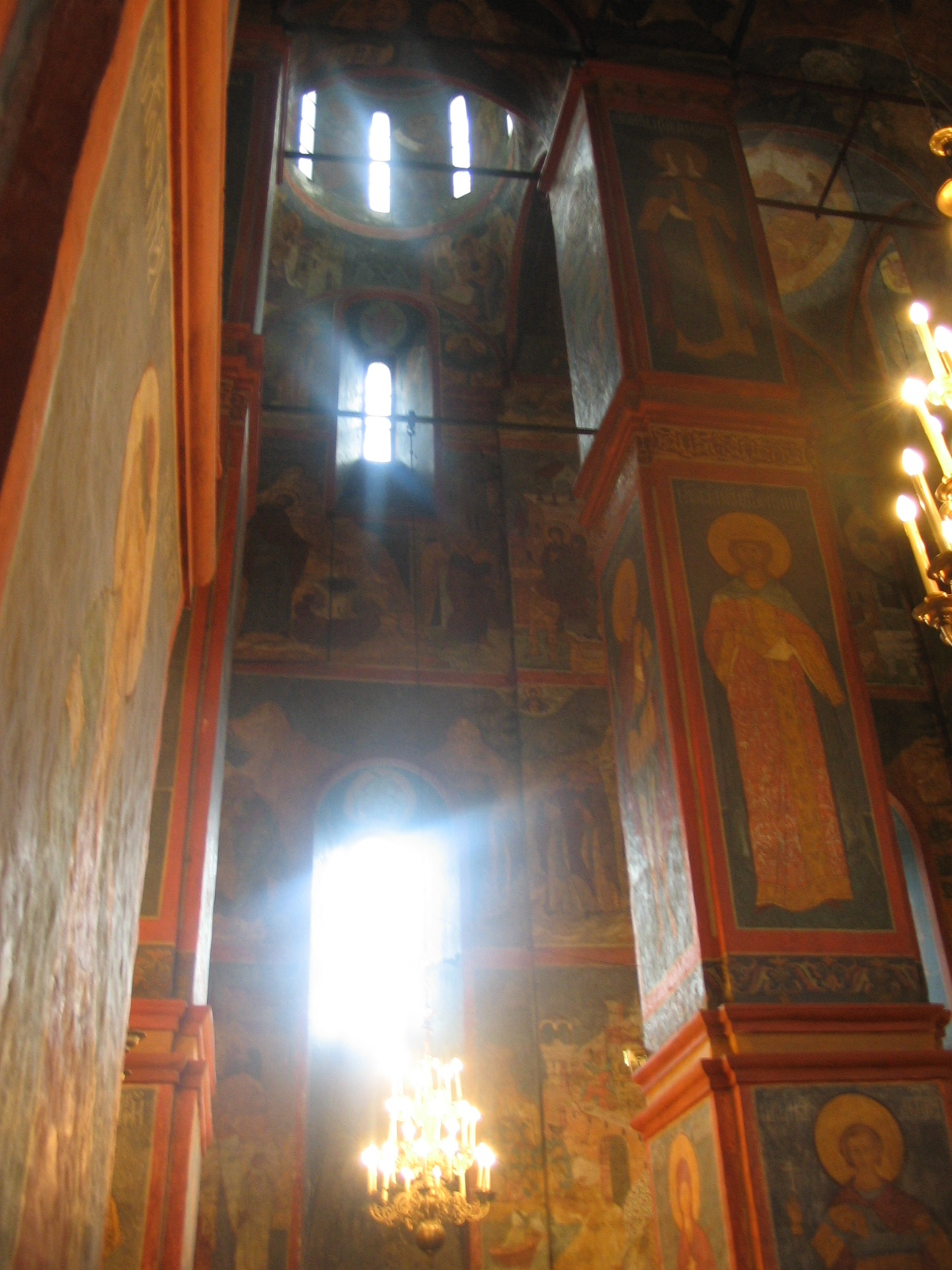
fresques du Couvent de Novodievitchi

L'école Godounov est une école russe de peinture d'icônes qui s'est formée à la fin du XVIe siècle dans le but de faire revivre la tradition du peintre Dionisius et de respecter des canons plus anciens de l'iconographie. Les caractéristiques de cette école apparaissent le plus clairement dans des œuvres liées au nom du tsar Boris Godounov, dont elles ont reçu le nom. Les icônes et les enluminures de style « Godounov » du Monastère Ipatiev et d'autres monastères et églises sont caractérisées par une unité de style. Toutefois le rattachement à cette école peut parfois être arbitraire et certains peintres réalisaient tout aussi bien des œuvres du style Godounov et en même temps d'autres œuvres du style de l'École Stroganoff qui existait à la même époque.

## Particularités
- Les images sont traditionnelles, mais en même temps les peintres recherchent de nouveaux moyens d'expression dans la tradition byzantine et dans les productions qui arrivent d'occident, ou encore dans la nature vivante elle-même.
- De nombreuses scènes tentent de rendre l'effet de « foule », de gens en groupes compacts. Les compositions incluent souvent plusieurs épisodes.
- Les combinaisons fréquentes de couleurs sont : ocre, vermillon, rouge et bleu-gris dans des tons profonds.
- Un désir de représenter la réalité matérielle est présent mais n'est qu'un premier pas dans ce sens qui annonce la peinture qui apparaît un siècle plus tard sous Pierre le Grand.
- Les personnages sont représentés dans des poses variées, en mouvements rapides, le plus souvent avec un nez pointu et de petits yeux perçants.

## Fresques
- Les peintures du Palais à Facettes et du palais du patriarche dans l'enceinte du Kremlin de Moscou

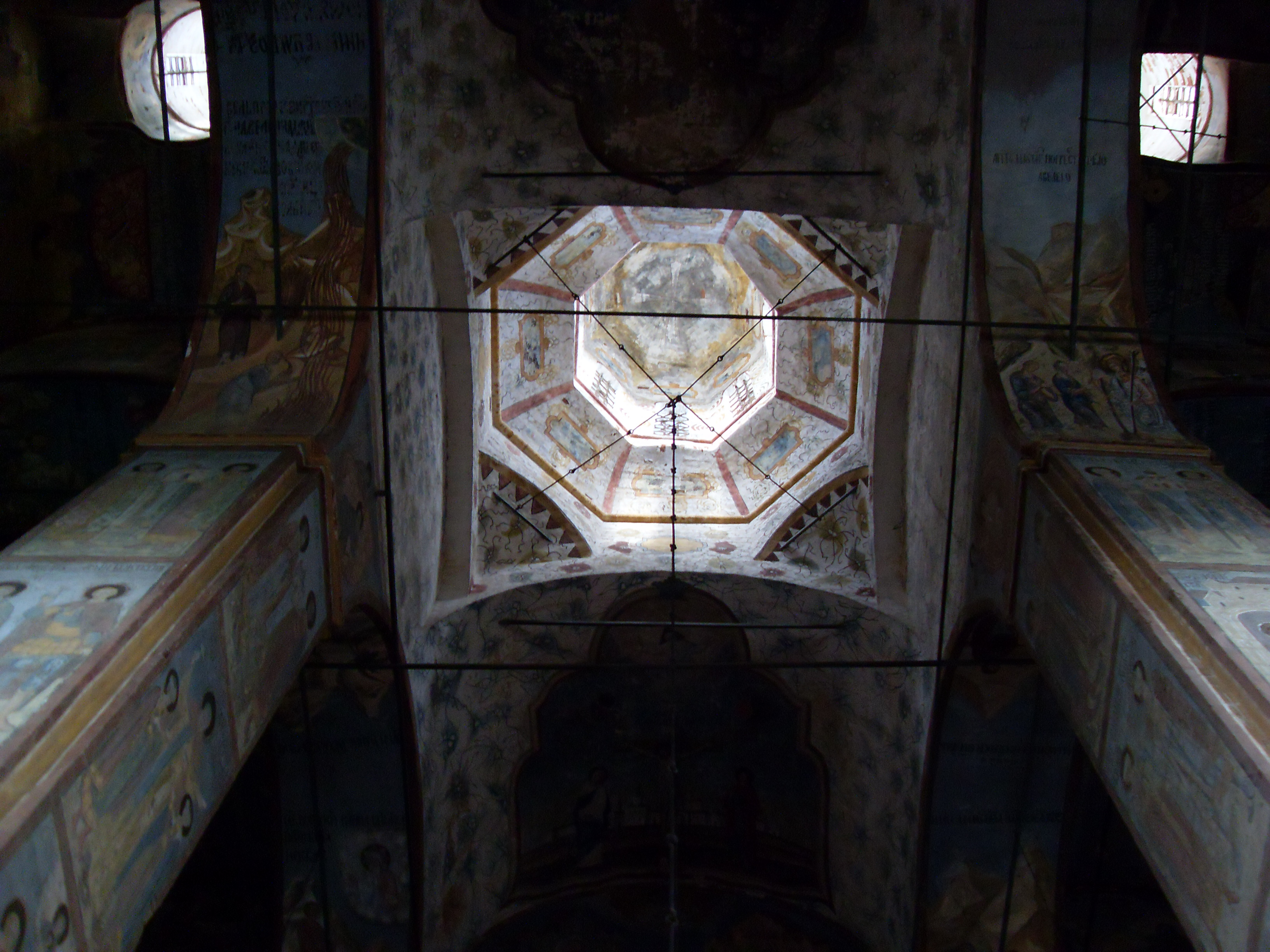
Coupole de la cathédrale de l'Annonciation de Solvytchegodsk

- Une partie des peintures de la Cathédrale de Smolensk au Couvent de Novodievitchi, datant de la fin du XVIe siècle.
- Peinture murale de l'église de l'Annonciation à Solvytchegodsk.